# 1.ª edición de los Premios Óscar
La 1.ª edición de los Premios Óscar, presentados por la Academia de Artes y Ciencias Cinematográficas, honró a las mejores películas de 1927 y 1928 y se llevó a cabo el 16 de mayo de 1929, en una cena privada en el Hollywood Roosevelt Hotel en Los Ángeles, California. El presidente de la Academia, Douglas Fairbanks, fue el anfitrión del espectáculo. Las entradas costaron cinco dólares, 270 personas asistieron al evento y la ceremonia de presentación duró quince minutos. Louis B. Mayer, fundador de Louis B. Mayer Corporation (actualmente fusionada con Metro-Goldwyn-Mayer), creó los premios. Esta fue la única ceremonia de los Premios Óscar que no se transmitió en la radio o la televisión.
Durante la ceremonia, la Academia presentó los Premios Óscar en doce categorías. Se anunciaron los ganadores tres meses antes del evento en vivo. Algunas nominaciones se anunciaron sin referencia a una película específica, como para Ralph Hammeras y Nugent Slaughter, que recibieron nominaciones en la categoría ahora inexistente de efectos de ingeniería. Al contrario de las ceremonias siguientes, un actor o director podía recibir un premio por múltiples obras en un año. Emil Jannings, por ejemplo, recibió el premio al mejor actor por su trabajo tanto en El destino de la carne como en La última orden.  Por otra parte, Charlie Chaplin y Warner Brothers recibieron un premio honorario cada uno.
Entre las ganadoras en la ceremonia se encontraron El séptimo cielo y Amanecer, cada una receptora de tres premios, y Alas, que recibió dos. Entre sus distinciones, Amanecer ganó el premio a la producción única y artística, y Alas ganó el premio a mejor película, siendo estas dos categorías en el momento las más importantes de la noche por igual, con la intención de distinguir aspectos diferentes e igualmente importantes de cine superior. Al año siguiente, la Academia desechó el premio a producción única y artística, y decidió de forma retroactiva que el premio que ganó Wings fue la más alta distinción que podría recibirse.

## Antecedentes
En 1927 Louis B. Mayer, fundador de Louis B. Mayer Pictures Corporation —que luego se fusionó con Metro-Goldwyn-Mayer (MGM)—, estableció la Academia de Artes y Ciencias Cinematográficas. Su propósito de crear el premio fue unir las cinco ramas de la industria del cine, incluyendo actores, directores, técnicos y guionistas. Sobre la creación de los premios, Mayer comentó: «Encontré que la mejor forma de manejar [a los cineastas] era colgándoles medallas por todos lados [...] Si yo les diera copas y premios ellos los matarían para producir lo que yo quisiera. Por eso creé los Premios Óscar». Mayer le pidió a Cedric Gibbons, director artístico de MGM, que diseñase el trofeo de los Premios. Los nominados recibieron la notificación a través de un telegrama en febrero de 1928. En agosto de ese año, Mayer contrató a la Junta Central de Jueces de la Academia para elegir a los ganadores. Sin embargo, según el director estadounidense King Vidor, la votación del Óscar a la mejor película estuvo en manos de los fundadores de la Academia Douglas Fairbanks, Sid Grauman, Mayer, Mary Pickford y Joseph Schenck.

## Ceremonia
La ceremonia se llevó a cabo el 16 de mayo de 1929, en el Hollywood Roosevelt Hotel, ubicado en Los Ángeles, California. Consistió en una cena privada con 36 mesas de banquete, donde 270 personas asistieron y las entradas costaban cinco dólares (equivalente a $68.67 en 2015). Los actores y las actrices llegaron al hotel en vehículos lujosos, donde varios admiradores asistieron para alentar a las celebridades. La ceremonia no se transmitió en radio o televisión, y su anfitrión fue el director de la Academia, Fairbanks, durante un evento de quince minutos de duración.

## Ganadores y nominados
Se anunciaron los ganadores tres meses antes de la ceremonia. Entre los receptores se encontraron Emil Jannings a mejor actor (El destino de la carne y La última orden); Janet Gaynor a mejor actriz (El séptimo cielo y Amanecer); Frank Borzage a mejor director de drama (El séptimo cielo);   Lewis Milestone   a mejor director de comedia (Hermanos de armas); y Alas a mejor película (la película más cara de su época). Hubo dos presentaciones de un premio especial: Charlie Chaplin, un múltiple nominado por una película (mejor actor, mejor guionista y mejor director de comedia; todas por El circo) a quien quitaron de la lista para reconocer su contribución total a la industria; y Warner Brothers, un premio por innovar con el cine sonoro (The Jazz Singer). Se eliminaron tres categorías de presentaciones subsecuentes: mejores efectos de ingeniería, mejor escritura de intertítulos, y mejor producción única y artística. Los productores de cine más grandes recibieron la preponderancia de los premios: Fox Films Corporations, MGM, Paramount Pictures, Radio-Keith-Orpheum y Warner Brothers.

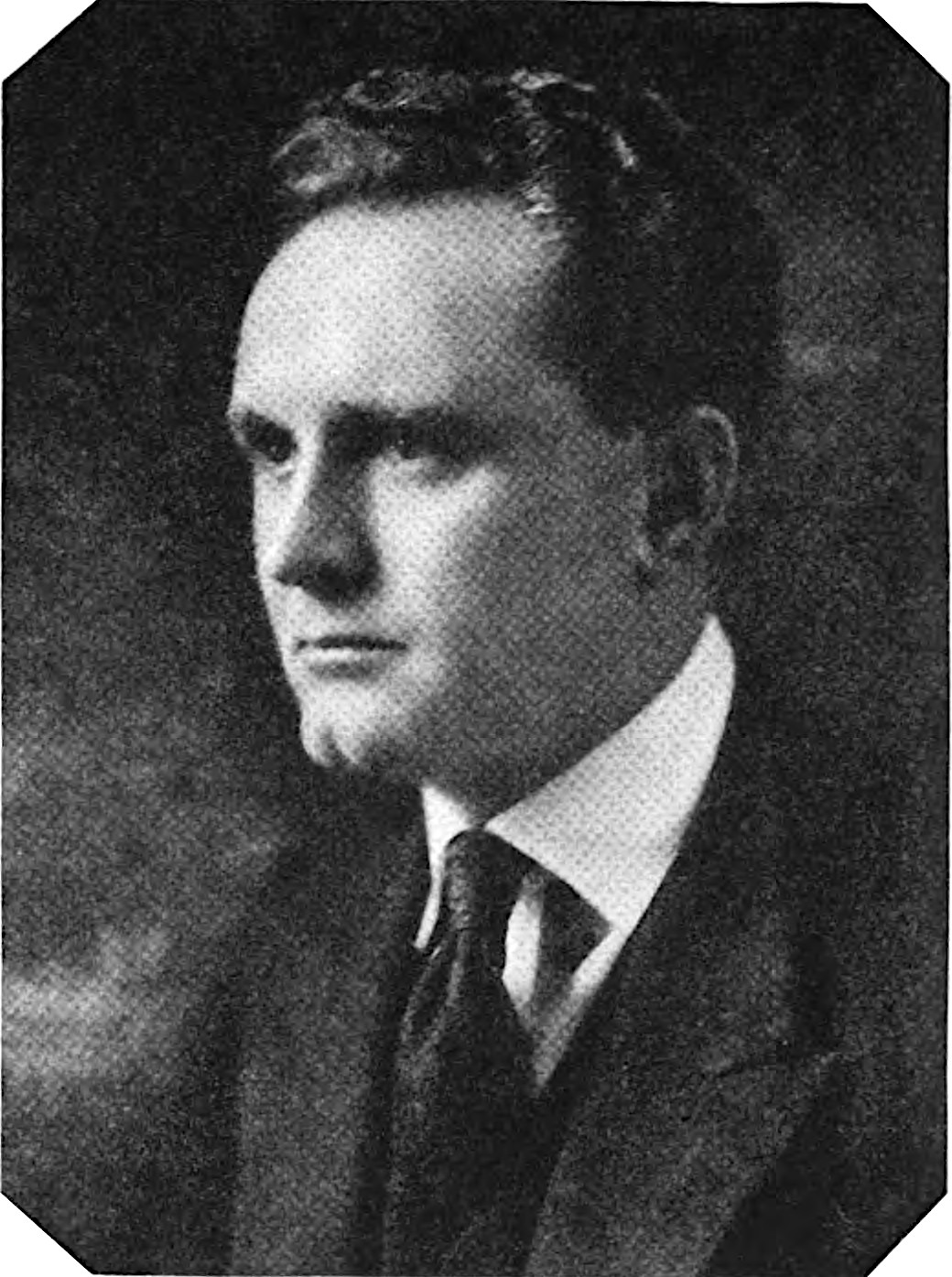
Frank Borzage fue el ganador del Óscar, al mejor director de drama por El séptimo cielo.

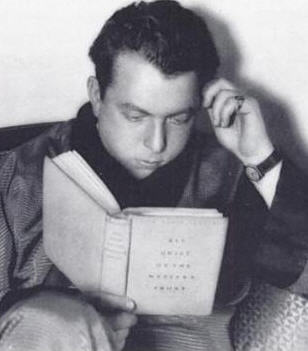
Lewis Milestone fue el ganador del Óscar al mejor director de comedia por Hermanos de armas.

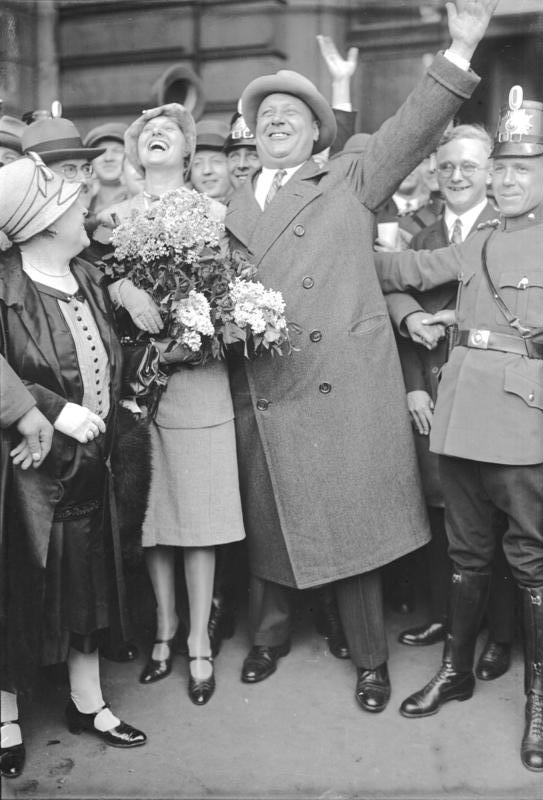
Emil Jannings fue el ganador del Óscar al mejor actor por La última orden y El destino de la carne.

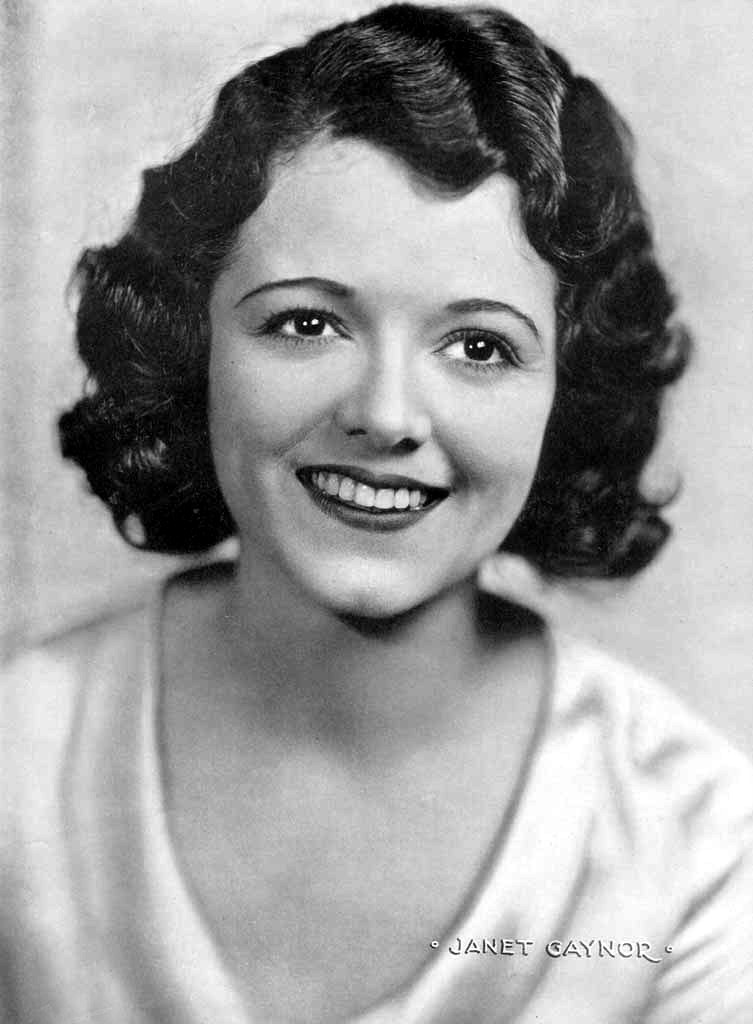
Janet Gaynor fue la ganadora del Óscar a la mejor actriz por El séptimo cielo, Amanecer y El ángel de la calle.

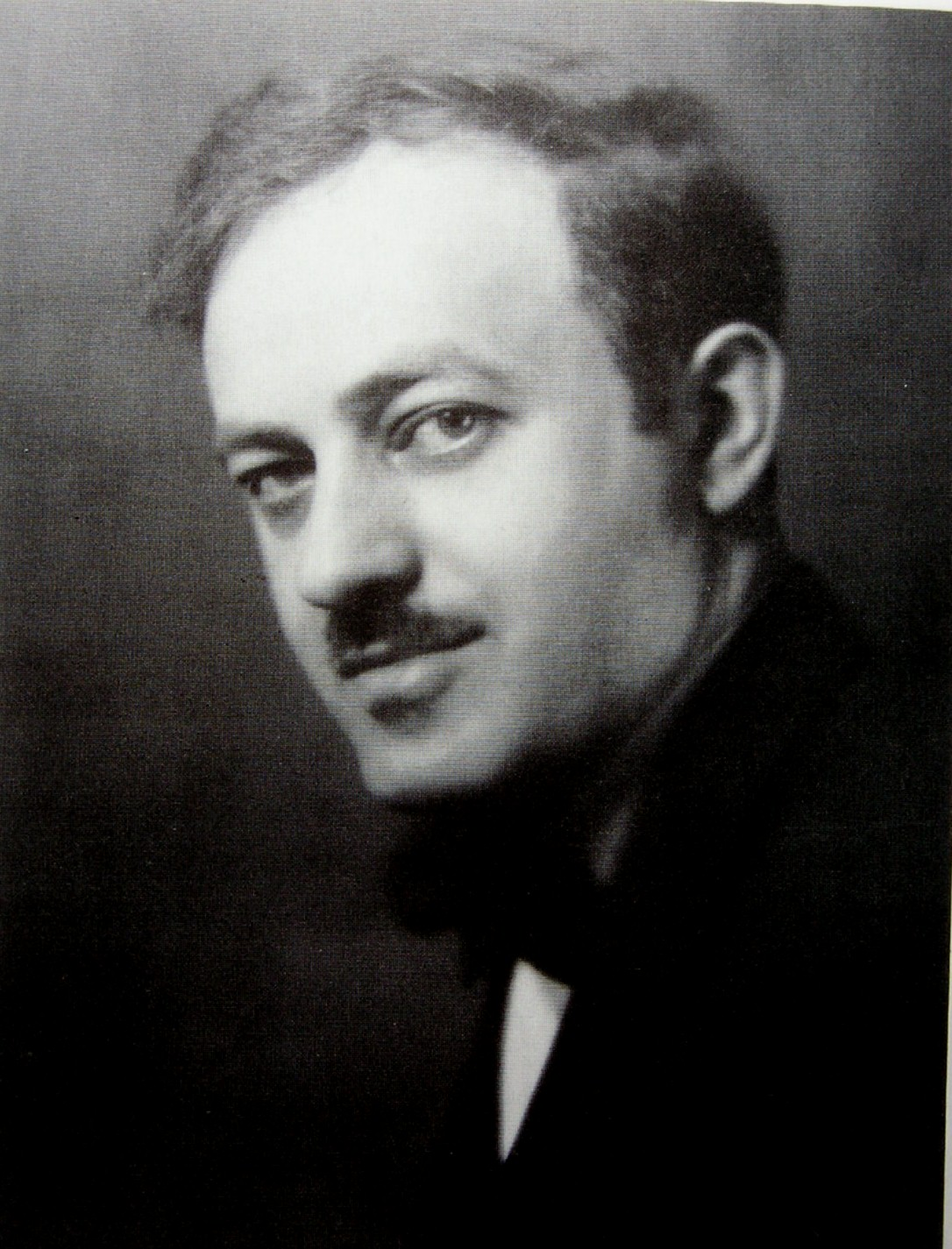
Ben Hecht fue el ganador del Óscar al mejor argumento por Underworld.

### Premios
Notas:
1. Los ganadores están listados primero y destacados en negritas. ⭐
2. El título en español se encuentra entre paréntesis.

| Película sobresaliente - Wings (Alas) — Lucien Hubbard por Paramount Famous Lasky Co.⭐ - The Racket (La Horda) — Hoard Hughes por The Caddo Company - 7th Heaven (El séptimo cielo) — William Fox por Fox Films Co. | Producción única y artística - Sunrise: A Song of Two Humans (Amanecer) — William Fox por Fox Films Co.⭐ - Chang: A Drama of the Wilderness (Chang) — Merian C. Cooper, and Ernest B. Schoedsack por Paramount Famous Lasky Co. - The Crowd (Y el mundo marcha) — Irving Thalberg Metro-Goldwyn-Mayer                                                                   |
| Mejor dirección - Drama - Frank Borzage - 7th Heaven (El séptimo cielo) ⭐ - Herbert Brenon – Sorrell and Son (El Capitán Sorrell) - King Vidor – The Crowd (Y el mundo marcha) | Mejor dirección - Comedia - Lewis Milestone - Two Arabian Knights (Hermanos de armas)⭐ - Charles Chaplin – The Circus (El circo) - Ted Wilde – Speedy (Relámpago) |
| Mejor actor - Emil Jannings – The Last Command (La última orden) como el duque Sergius Alexander y The Way of All Flesh (El destino de la carne) como August Schilling ⭐ - Richard Barthelmess – The Noose (La última pena) como Nickie Elkins y The Patent Leather Kid (El mundo que nace) como el niño de charol - Charles Chaplin – The Circus (El circo) | Mejor actriz - Janet Gaynor – 7th Heaven (El séptimo cielo) como Diane, Street Angel (El ángel de la calle) como Indre y Sunrise: A Song of Two Humans (Amanecer) como Angela ⭐ - Louise Dresser – A Ship Comes In (Emigrantes) como mama Pleznik - Gloria Swanson – Sadie Thompson (La frágil voluntad) como Sadie Thompson                                            |
| Mejor argumento - Underworld (La ley del hampa) – Ben Hecht ⭐ - The Circus (El circo) – Charles Chaplin - The Last Command (La última orden) – Lajos Bíró | Mejor adaptación - 7th Heaven (El séptimo cielo) – Benjamin Glazer; basado en la obra de Austin Strong ⭐ - Glorious Betsy (La bella de Baltimore) – Anthony Coldeway; basado en la obra de Rida Johnson Young - The Jazz Singer (El cantante de Jazz) – Alfred A. Cohn; basado en la historia "The Day of Atonement" y en la obra del mismo nombre de Samson Raphaelson |
| Mejor dirección de arte - The Dove (La paloma) y Tempest – William Cameron Menzies ⭐ - 7th Heaven (El séptimo cielo) – Harry Oliver - Sunrise: A Song of Two Humans (Amanecer) – Rochus Gliese | Mejor fotografía - Sunrice: A Song of Two Humans (Amanecer) – Charles Rosher y Karl Struss ⭐ - The Devil Dancer (La danzarina sagrada) – George Barnes - The Magic Flame (La llama mágica) – George Barnes - Sadie Thompson (La frágil voluntad) – George Barnes |
| Mejores efectos de ingeniería - Wings (Alas) - Roy Pomeroy ⭐ - Ralph Hammeras - Nugent Slaughter | Mejor escritura de intertítulos - Joseph W. Farnham ⭐ - George Marion Jr. - The Private Life of Helen of Troy – Gerald Duffy (nominación póstuma) |

### Premios honoríficos
- Charlie Chaplin
  - «Por versatilidad y genialidad en actuación, guion, dirección y producción de El circo».[2]

- Warner Brothers Production
  - «Por la producción de The Jazz Singer, la destacada e innovadora película hablada, que ha revolucionado la industria».[2]

### Múltiples premios y nominaciones
| Nominaciones | Película         |
| ------------ | ---------------- |
| 5            | El séptimo cielo |
| 4            | Amanecer         |
| 2            | The Crowd        |
| 2            | Sadie Thompson   |
| 2            | Alas             |
| 2            | La última orden  |

| Premios | Película         |
| ------- | ---------------- |
| 3       | El séptimo cielo |
| 3       | Amanecer         |
| 2       | Alas             |

|                                   |
| Charles Chaplin, premio honorario |

| |
| Warner Brothers Production, premio honorario. En la imagen, First National Studios, Burbank, 1928. |